# Lavrič
Lavrič je 112. najbolj pogost priimek v Sloveniji, ki ga je po podatkih Statističnega urada Republike Slovenije na dan 1. januarja 2024 uporabljalo 1231 oseb, na dan 1. januarja 2010 pa 1351 oseb. Priimek je najpogostejši v Osrednjeslovenski statistični regiji, v Jugovzhodni Sloveniji pa je priimek 13. najpogostejši priimek.

## Znani nosilci priimka
- Alfred Lavrič (1883—1935), avstro-ogrski major in koroški borec
- Aljaž Lavrič, fotograf
- Ana Lavrič (* 1951), umetnostna zgodovinarka
- Andrej Lavrič (1874—1944), duhovnik, dekan
- Andrej Lavrič, fizik
- Andreja Lavrič, pedagoška psihologinja
- Anton Lavrič (1880—1957), cerkveni glasbenik, zborovodja
- Anton Lavrič (1921—1998), zdravnik nevroradiolog, prof. MF
- Boris Lavrič (* 1933), slikar samouk
- Boris Lavrič (* 1955), matematik, univ. prof.
- Božidar Lavrič (1899—1961), zdravnik kirurg, univ. prof. akademik
- Darinka Lavrič Simčič (*1952), baletna plesalka, vodja baleta
- Franc Lavrič, menedžer
- Gregor Lavrič, vodja oddelka grafika in embalaža na Inštitutu za celulozo in papir
- Iva Stiplovšek (r. Lavrič, por. Stiplovšek) (1904—2001), umetnostna zgodovinarka, muzealka
- Ivan Lavrič (1915—?), trobentač, godbenik, dirigent
- Janez Lavrič pl. Zaplaz (1850—1941), podmaršal (feldmaršalporočnik) avstro-ogrske armade
- Janko Lavrič (1900—1971), pravnik, kinolog, lovski pisec
- Josip Lavrič (1845—1900), mladinski pisatelj
- Joža Lavrič (1799—1870), učitelj, glasbenik, ljudski pesnik, kipar in rezbar
- Jože Lavrič (1899—1959), agronom, sadjar (?)
- Jože Lavrič (1903—1973), agrarni ekonomist in statistik, strokovni prevajalec
- Karel Lavrič (1818—1876), pravnik in politik
- Klemen Lavrič (* 1981), nogometaš
- Lojze Lavrič (1914—1954), kipar in slikar, izdelovalec lutk
- Lovrenc Lavrič (1865—1931), usnjar, tovarnar
- Maja Lavrič, arheologinja
- Marjan Lavrič, judoist
- Marko Lavrič (* 1939), zdravnik ginekolog, porodničar
- Miran Lavrič (* 1971), sociolog (UM)
- Mirko Lavrič (1900—1976), tehnik/konstruktor, (po načrtih slovenskega letalskega konstruktorja je izdelal svoje dvosedežno športno letalo)
- Mitja Lavrič (* 1934), ekonomist in gospodarstvenik
- Nada Lavrič, TV novinarka, voditeljica, urednica
- Nina Lavrič (* 1979), košarkarica
- Rado Lavrič (1907—1982), planinski organizator
- Robert Lavrič, karateist
- Simon Lavrič (* 1986), slikar
- Sonja Areh Lavrič (* 1947), poslanka
- Stane Lavrič (1915—1981), politični in športni delavec, predsednik Društva invalidov SRS
- Tomaž Lavrič (* 1964), ilustrator, stripar in karikaturist (risar)
- Uroš Lavrič, igralec, gledališčnik (za otroke)
- Vito Lavrič (1906—1997), zdravnik ginekolog in porodničar, profesor